# Escalera imperial

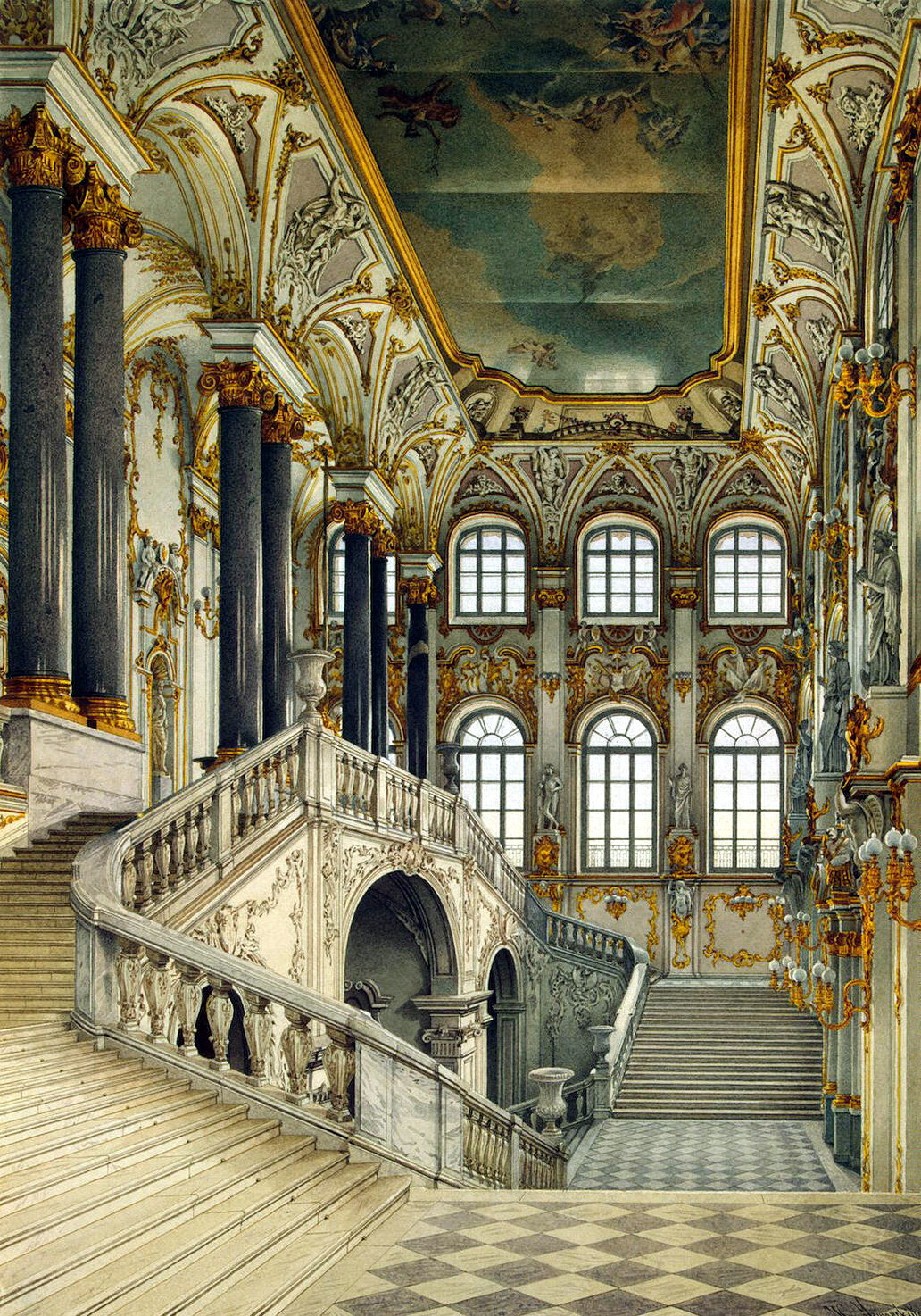
La escalera imperial del Palacio de Invierno, San Petersburgo, mirando hacia el primer rellano

Una escalera imperial (a veces erróneamente denominada "escalera doble") es una escalera con tramos divididos, cuyo  primer tramo asciende hasta un descansillo y luego se divide en dos tramos simétricos, ambos subiendo con el mismo número de pasos y girando al siguiente piso. Se dice que la función se utilizó por primera vez en El Escorial. Uno de los ejemplos más grandiosos, el Escalier des Ambassadeurs en el Palacio de Versalles, fue construido en 1680 pero demolido en 1752 cuando el palacio fue reorganizado.  La Escalera del Jordán del Palacio de Invierno es un ejemplo notable, mientras que otras escaleras similares se pueden encontrar en el Palacio de Buckingham, el Castillo de Windsor, el Palacio Real de Caserta, el Palacio Real de Madrid y Torres Mentmore.
Las ventajas de la escalera imperial se hicieron evidentes durante el siglo XVIII, cuando Matthew Brettingham revolucionó el diseño del piano nobile de la casa de la ciudad de Londres. Los invitados pasarían por una serie de salas de recepción dispuestas como un circuito,   y en grandes eventos, las dos ramas podrían facilitar el flujo de invitados que suben y bajan, o que se mueven entre el salón de baile y el comedor en el piso de abajo. Las escaleras imperiales se usan hoy en día a menudo por razones similares, donde dos corrientes de personas se mueven en direcciones opuestas en edificios tan diversos como un teatro de ópera o una estación de tren. Este uso explica por qué el primer tramo único suele ser más ancho que los siguientes dos tramos divididos, aunque los tramos estrechandosé también son un truco arquitectónico para alargar la perspectiva con el fin de aumentar la impresión de tamaño.
Una escalera imperial no debe confundirse con una escalera doble, una característica común en las entradas de muchas casas de estilo palladiano, como las de Kedleston Hall, Derbyshire. Las escaleras dobles, a diferencia de las escaleras imperiales son de solo dos tramos (de ahí el nombre) que dejan el suelo simétricamente para unirse a un destino común. A veces, especialmente en la arquitectura del barroco siciliano, dejan el suelo como un solo vuelo y luego se dividirán, pero esto es menos común. También se puede ver una escalera imperial en forma de dos tramos que se elevan para unirse y luego continúan como un solo tramo, pero esto es más raro.

## Galería

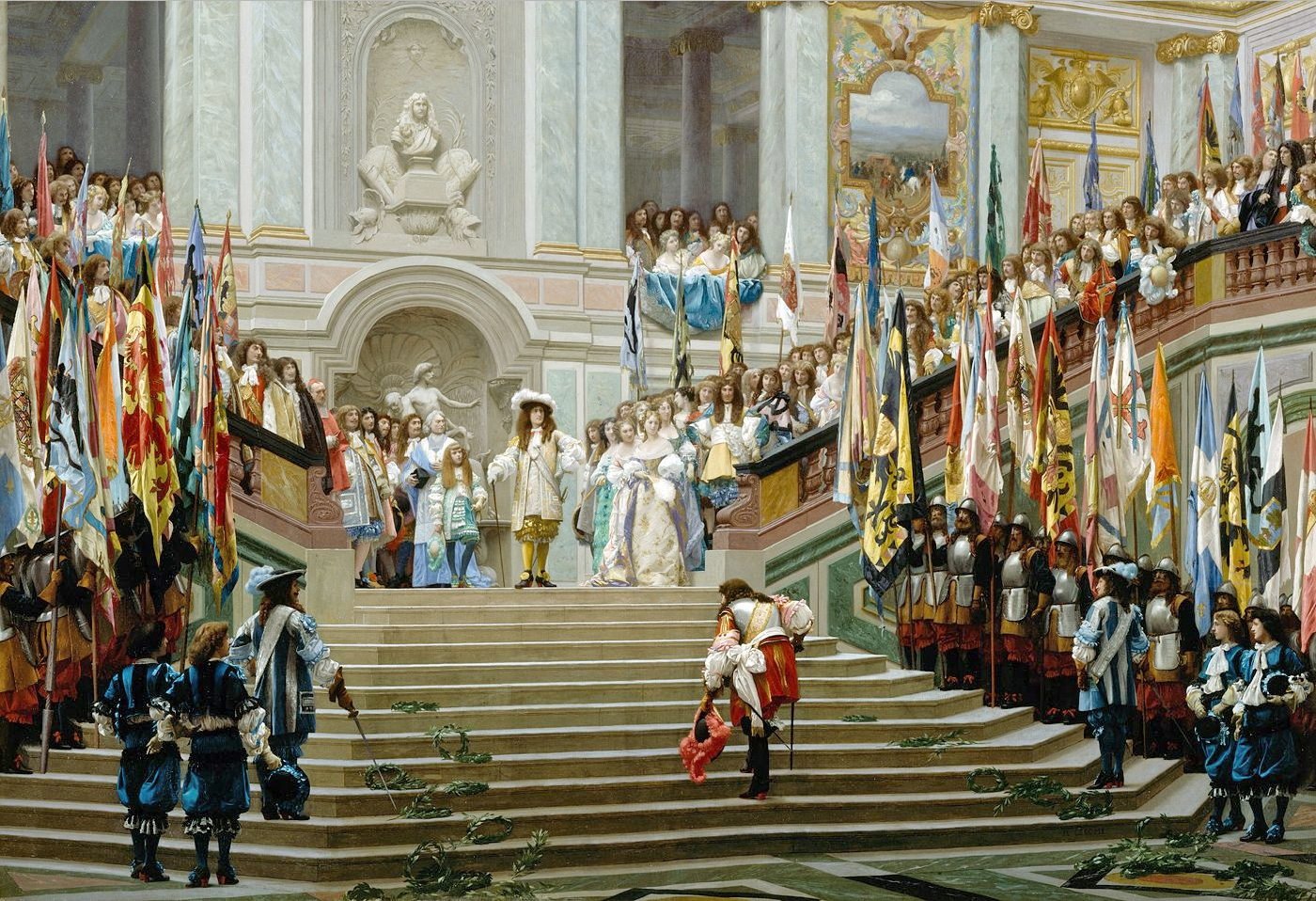
Réception du Grand Condé à Versailles, Jean-Léon Gérôme, 1878, mostrando el demolido Escalier des Ambassadeurs
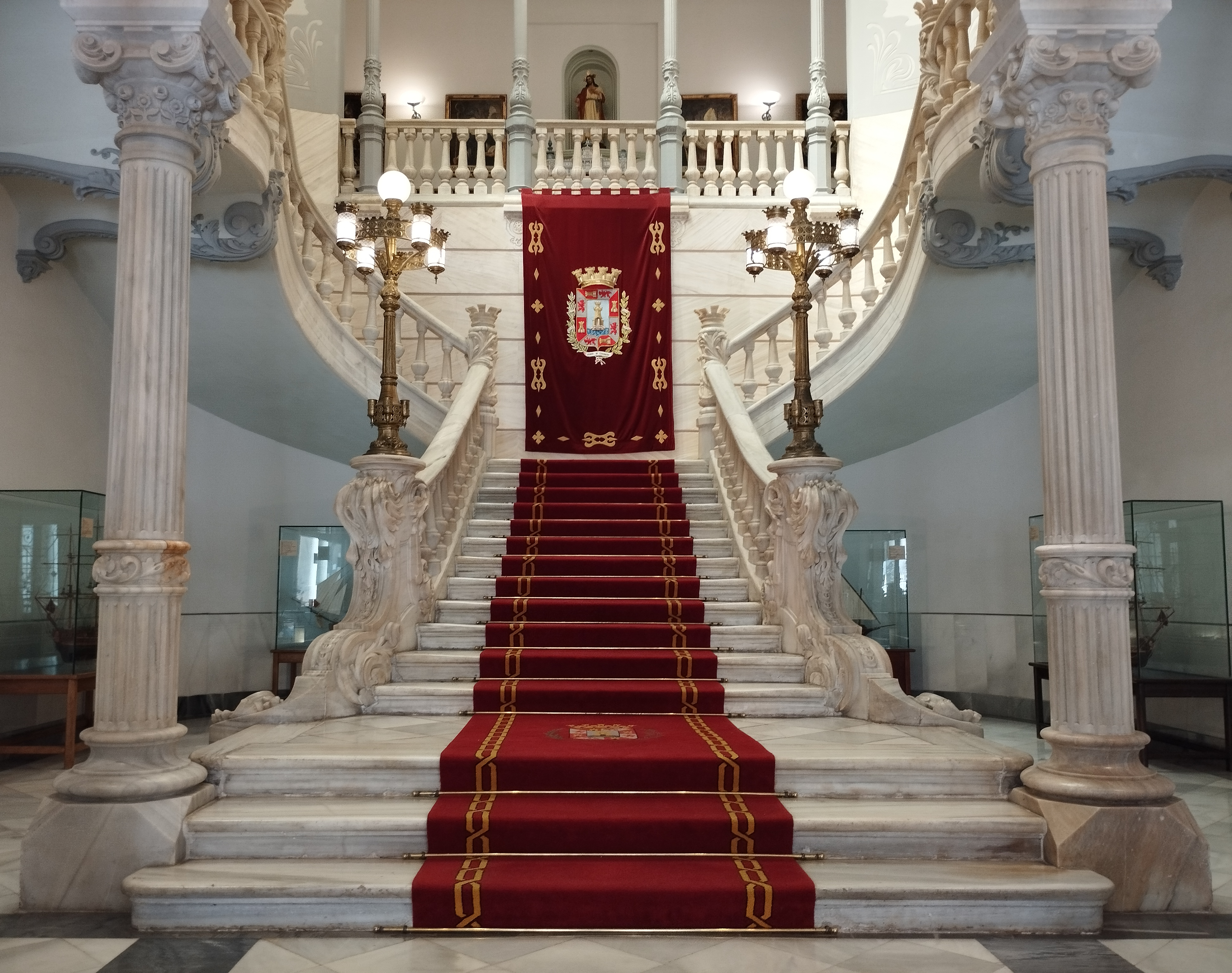
Palacio consistorial de Cartagena